# P&TLuxembourg

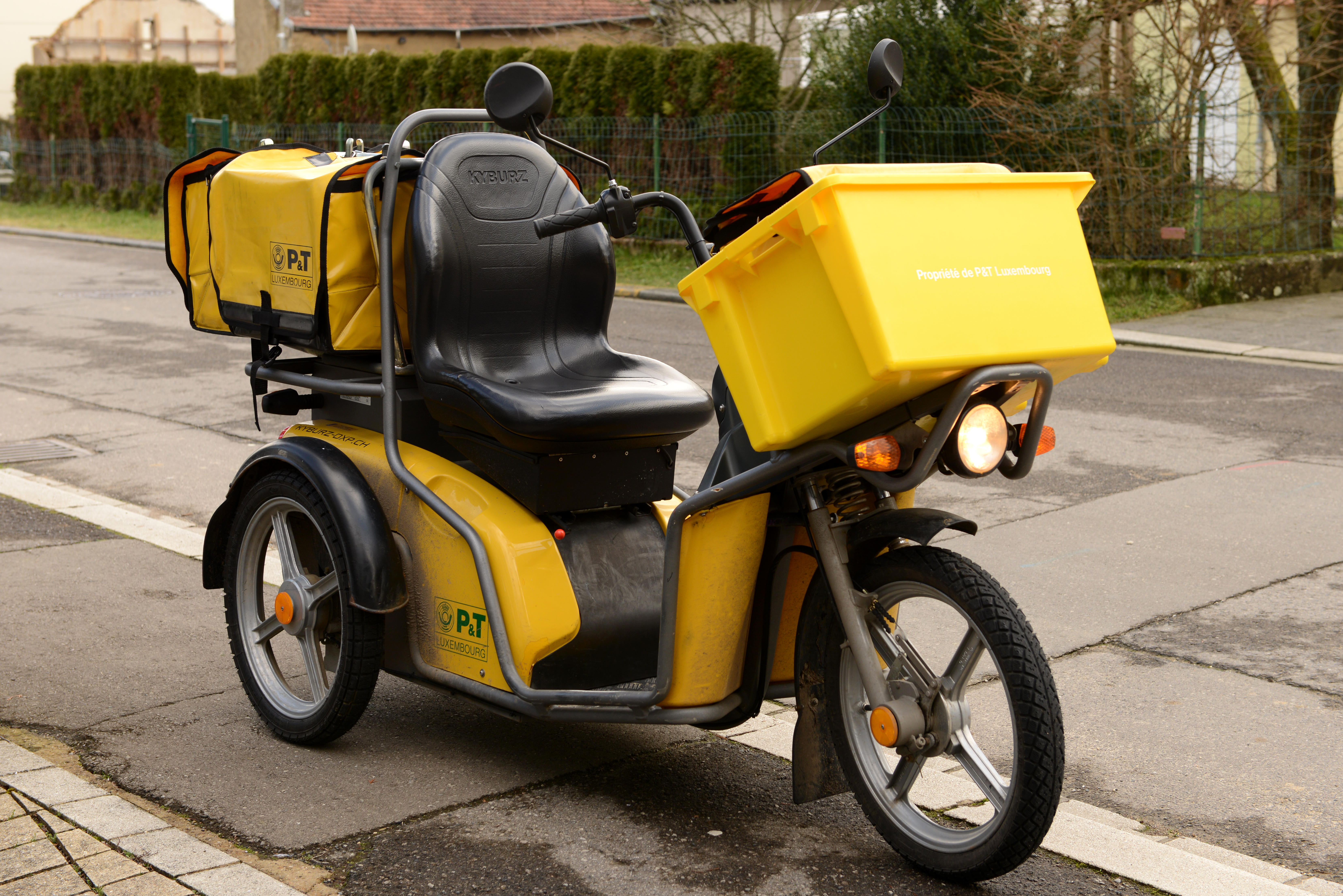
Transport dels sistema postal luxemburguès a tres rodes.

Entreprise des Postes et Télécommunications, comercialitzada com a P&TLuxembourg i abreujada com a P&T, és una corporació postal i de telecomunicacions propietat de l'Estat amb base a Luxemburg. També comercialitza serveis financers i manté el monopoli en l'emissió segells postals al Gran Ducat de Luxemburg. Depèn del Ministeri de les Comunicacions, i actualment és competència del Primer Ministre de Luxemburg en la seva qualitat de Ministre d'Estat. P&T posseeix accions en altres setze companyies, incloent participacions de control a eBRC (100%), Editus (51%), Infomail (45%), LuxGSM (100%), Michel Greco (60%), Netcore (75%), P&T Consulting (100%) i Visual Online (51%).